# Bryntröll
El bryntröll era uno de los diversos tipos de hacha de guerra utilizados por los vikingos, sobre todo en los siglos X y XI, y muy popular en la Islandia medieval. Un ejemplo aparece en la saga de Njál que cita a Skarphedin Njalsson como un hábil guerrero con el hacha de guerra; la que él poseía fue bautizada como Troll de Batalla (rimmugýgur) y la llevaba siempre consigo. En la saga de Egil Skallagrímson, Keld-úlfr usa el bryntröll contra su oponente Hallvarðr y de un solo golpe le corta la cabeza por la mitad atravesando el casco, al retirar el hacha se la arranca de cuajo. En la saga de Laxdœla, Hrut Herjolfsson se enfrenta a Eldgrímr a quien parte su cota de malla con un bryntröll y atraviesa el cuerpo de su oponente.
Otros tipos de hacha de guerra vikinga eran el skeggöx, breiðöx y el snaghyrnd öx, todos ellos mencionados en las sagas.
En el códice Grágás se menciona el bryntröll y se prohíbe la entrada en la iglesia portando el hacha, así como apoyarla en la fachada principal.